# 646 Kastalia
646 Kastalia
646 Kastalia là một tiểu hành tinh ở vành đai chính. Nó được August Kopff phát hiện ngày11.9.1907 ở Heidelberg, và được đặt theo tên Castalia, trong thần thoại Hy Lạp, người bị Apollo biến thành suối nước ở Delphi, dưới chân núi Parnassos